# Циклінзалежні кінази

Клітинний цикл. Циклін-залежні кінази регулюють перехід всіх значних стадій клітинного циклу: G2/M; M/G1, G1/S

Циклі́н-зале́жні кіна́зи, ЦЗК (англ. Cdks, cyclin-dependent kinases) — це білки, які контролюють поведінку клітини під час клітинного циклу. Циклін-залежні кінази є ферментами, належать до класу протеїнкіназ, тобто вони здатні додавати залишок фосфорної кислоти до інших білків. Мішенню їхньої дії є білки, які регулюють основні події в клітинному циклі: вхід в M-фазу з G2 фази (поділ клітини), перехід до G1-фази (початок інтерфази) та початок S-фази (реплікація ДНК). Такі переходи між стадіями забезпечюється тим, що під час клітинного циклу активність окремих з ЦЗК наростає та падає.
Активація та робота циклін залежних кіназ в основному залежить від білків циклінів. ЦЗК здатні до ферментативної активності лише при контакті з циклінами. Кількість ЦЗК в клітині постійна під час клітинного циклу, тоді як цикліни синтезуються та деградуються і їхній рівень коливає циклічно.
Різні комплекси циклін-циклін залежна кіназа є основними регулятором клітинного циклу в клітині.
У дріжджів наявна лише одна циклін залежна кіназа яка здатна зв'язуватися з кожним з циклінів, тоді як у клітинах хребетних тварин циклін залежних кіназ є декілька.
Крім того ЦЗК виконують «неканонічні» ролі в клітині, такі як регуляція експресії певних генів, участь у відповіді клітини на розрив ДНК (репарація ДНК), контроль диференціації клітин, регуляції міграції клітин та перебудові цитоскелету та впливають на метаболізм клітин.